# Juneau (Wisconsin)
Pour les articles homonymes, voir Juneau (homonymie).
Ne pas confondre avec le comté situé dans le même État, le comté de Juneau.
La ville de Juneau est le siège du comté de Dodge, dans l’État du Wisconsin, aux États-Unis. Juneau est située au nord-ouest de Milwaukee et au nord-est de Madison. Le recensement de 2010 a indiqué une population de 2 814 habitants.

## Histoire
La ville doit son nom au pionnier Salomon Juneau (1793-1856), originaire du Québec, qui faisait le commerce de la fourrure et fut le fondateur de Milwaukee. Le peuplement de la région débute en 1845.

## Démographie
| Groupe            | Juneau | Wisconsin | États-Unis |
| ----------------- | ------ | --------- | ---------- |
| Blancs            | 93,2   | 86,2      | 72,4       |
| Afro-Américains   | 3,6    | 6,3       | 12,6       |
| Métis             | 1,4    | 1,8       | 2,9        |
| Autres            | 1,5    | 2,4       | 6,2        |
| Asiatiques        | 0,9    | 2,3       | 4,8        |
| Amérindiens       | 0,4    | 1,0       | 0,9        |
| Total             | 100    | 100       | 100        |
|                   |        |           |            |
| Latino-Américains | 10,1   | 5,9       | 16,7       |

Selon l'American Community Survey, pour la période 2011-2015, 96,1 % % de la population âgée de plus de 5 ans déclare parler anglais à la maison, alors que 1,7 % déclare parler l'espagnol, 0,6 % l'allemand et 2,6 % une autre langue.

## Source
- (en) Cet article est partiellement ou en totalité issu de l’article de Wikipédia en anglais intitulé « Juneau, Wisconsin » (voir la liste des auteurs).

1. ↑  (en) « Juneau, WI Population - Census 2010 and 2000 », sur censusviewer.com (consulté le 4 mars 2020).
2. ↑  (en) « Population of Wisconsin - Census 2010 and 2000 », sur censusviewer.com (consulté le 4 mars 2020).
3. ↑  (en) « Language spoken at home by ability to speak English for the population 5 years and over », sur data.census.gov (consulté le 4 mars 2020).